# Mazrui
Die Mazrui waren ein Clan omanischen Ursprungs, der über einige Regionen Ostafrikas, insbesondere Kenia, herrschte (so waren einige Mitglieder des Clans beispielsweise Gouverneure von Mombasa). Sie werden auch als Swahili-Familie bezeichnet.  Sie waren Rivalen der Bū-Saʿīd-Dynastie, die über Oman und Sansibar herrschte, und griffen mindestens einmal mit Unterstützung der Portugiesen Stone Town, die Hauptstadt des Sultanats von Sansibar, militärisch an.

## Persönlichkeiten
- Sheikh Ali bin Abdalla Mazrui (1825–1894), ostafrikanischer islamischer Reformer
- Sheikh al-Amin Mazrui (1891–1947), ostafrikanischer islamischer Reformer, Chief Qadi in Kenia
- Ali Mazrui (1933–2014), US-amerikanisch-kenianischer Hochschullehrer und islamischer politischer Schriftsteller